# Christian Ludwig Weber

28. Mai 1867, Landrat Weber mit Familie in Fritzlar vor dem Bleichentor

Christian Ludwig (Louis) Weber (* 26. Dezember 1806 in Rotenburg an der Fulda; † 3. April 1879 in Wolfhagen) war ein deutscher Verwaltungsjurist im Kurfürstentum Hessen, das zum Königreich Preußen kam.

## Leben
Er stammte aus einer calvinistischen Pfarrersfamilie. Sein Vater, Georg Ludwig Weber, war Pfarrer in Rotenburg an der Fulda. Christian Ludwig Weber wurde durch seinen Vater unterrichtet und legte 1823 sein Abitur von der Prüfungskommission in Marburg ab. Am 6. November 1823 immatrikulierte er sich und studierte an der Philipps-Universität Marburg Rechtswissenschaft. Am 14. März 1827 legte er das Erste Staatsexamen in Kassel ab.
Er war ab dem 11. April 1827 Auskultator und ab dem 25. April 1828 Aktuariatsgehilfe am Amt Rotenburg. Am 27. Dezember 1828 trat Christian Ludwig Weber zunächst in den Dienst des Landgrafen von Hessen-Rotenburg, dem zugleich die Herrschaft Ratibor gehörte. Weber war Sekretär der Herzoglichen Kammer der Herrschaft Ratibor für den Landgrafen Victor Amadeus. Am 20. Dezember 1830 wurde er dort Assessor, am 20. Oktober 1831 Amtssekretär im Amt Ludwigstein, dann Assessor in Witzenhausen, ab dem 16. November 1836 Aktuar am Justizamt Witzenhausen und ab dem 8. Mai 1839 Justizbeamter (entspricht heute einem Richter am Amtsgericht) im Justizamt Rotenburg an der Fulda. Am 6. Juli 1843 wurde er in gleicher Funktion wieder zum Justizamt Witzenhausen versetzt, am 27. April 1848 wieder nach Rotenburg, am 14. September 1848 nach Jesberg und am 28. Januar 1851 wurde er Staatsprokurator in Marburg.
Am 6. September 1851 wurde er zum Landrat des Kreises Hanau ernannt. Nach nur einem Jahr wurde er am 16. Dezember 1852 als erster Landrat in den neu geschaffenen Kreis Fritzlar versetzt. Die Annexion Kurhessens durch Preußen 1866 überstand er unbeschadet im Amt und wurde am 30. März 1869 als königlich preußischer Landrat bestätigt. 1868 wechselte er aus disziplinarischen Gründen, ebenfalls als Landrat, in den Kreis Wolfhagen. Hier verstarb er 1879 im Amt.

## Wirken
In seiner Zeit als Landrat des Kreises Fritzlar wurde er intensiv historisch tätig. Er verfasste Abhandlungen zur Regionalgeschichte, setzte sich für den Erhalt historisch wertvollen Archivguts ein. Er ließ Baudenkmäler von dem Fotografen August Jablonski dokumentieren.

## Familie
Christian Ludwig Weber heiratete am 27. Oktober 1833 Wilhelmine Adelheid Hattenbach, die Tochter von Konrad Wilhelm Hattenbach, Amtmann in Rotenburg an der Fulda. Sie hatten drei Söhne und eine Tochter.

## Werke
- Über die Wüstung Berningshausen. Zeitschrift des Vereins für Hessische Geschichte und Landeskunde – Bd. N.F. 6, 1877, S. 350–359.

## Ehrungen
- Roter Adlerorden IV. Klasse[1]
- Abzeichen für Jubilare zum 50-jährigen Dienstjubiläum (1877)[2]